# Ромул і Рем (Рубенс)
«Ромул, Рем і вовчиця» — картина фламандського художника Пітера Пауля Рубенса, написана в 1615 році. Картина має розміри 210 × 212 см і експонується в Капітолійському музеї в Римі, Італія. Вона зображує новонароджених близнюків Ромула і Рема під наглядом капітолійської вовчиці. На картині також зображені сидячий Тиберін, бог річки Тибр, Рея Сільвія, мати близнюків, дятел, який спостерігає за близнюками, і пастух Фаустул, що знайшов немовлят.